# Wolongtai
Wolongtai (kinesiska: 卧龙台, 卧龙台乡) är en socken i Kina. Den ligger i provinsen Henan, i den centrala delen av landet, omkring 310 kilometer söder om provinshuvudstaden Zhengzhou.
Genomsnittlig årsnederbörd är 1 143 millimeter. Den regnigaste månaden är augusti, med i genomsnitt 184 mm nederbörd, och den torraste är december, med 16 mm nederbörd.